# InterSky
Intersky Luftfahrt GmbH, действующая как InterSky, — австрийская авиакомпания со штаб-квартирой в городе Брегенц, работающая в сфере регулярных пассажирских авиаперевозок в аэропорты Австрии, Германии и Швейцарии, а также выполняющая сезонные чартерные рейсы в страны Средиземноморья. Портом приписки авиакомпании и её транзитным узлом (хабом) является аэропорт Фридрихсхафена (Германия).

## История
Авиакомпания Intersky была основана в ноябре 2001 года и начала операционную деятельность 25 марта следующего года. С момента образования собственниками компании являлись Рената Мозер (впоследствии первый генеральный директор-женщина) — 50 %, Рольф Сиуолд (также основатель авиакомпании Rheintalflug) — 35 % и другие миноритарии — 15 %.. В 2010 году штат перевозчика насчитывал 110 сотрудников, компанию возглавлял бывший топ-менеджер Rheintalflug и Eurowings Клаус Бернатцик.
В июле 2011 года InterSky объявила о возвращении после четырёхлетнего перерыва на ключевые должности компании Ренаты Мозер и Рольфа Сиуолда. Бернатцик (сын Мозер) уволился из авиакомпании в конце того же года.
В августе 2012 года InterSky разместила заказ на два самолёта ATR 72-600 с планируемой поставкой в декабре 2012 и марте 2013 года, став первым австрийским оператором данного типа лайнеров. Несколько месяцев спустя авиакомпания объявила о планах по открытию собственной базы в гамбургском аэропорту, но уже в октябре 2012 года была вынуждена отказаться от этих планов в связи с открытием авиакомпанией OLT Express Germany регулярного сообщения Гамбург-Карлсруэ/Баден-Баден. После банкротства OLT Express Germany в марте 2013 года InterSky передала право на обслуживание маршрута другому перевозчику Avanti Air.

## Маршрутная сеть

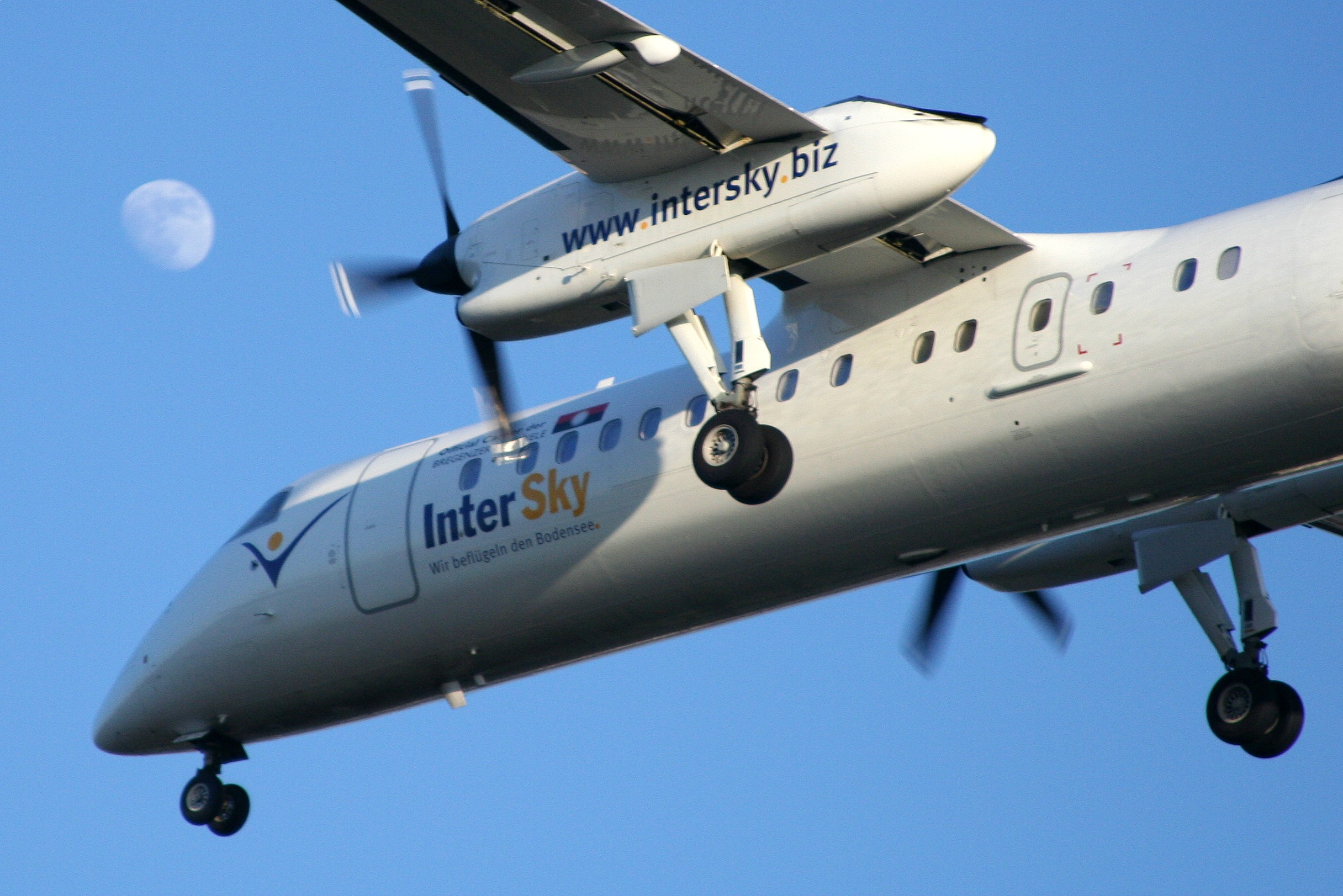
Bombardier Dash 8 авиакомпании InterSky в заходе на посадку в берлинском аэропорту Темпельхоф, 2006 год

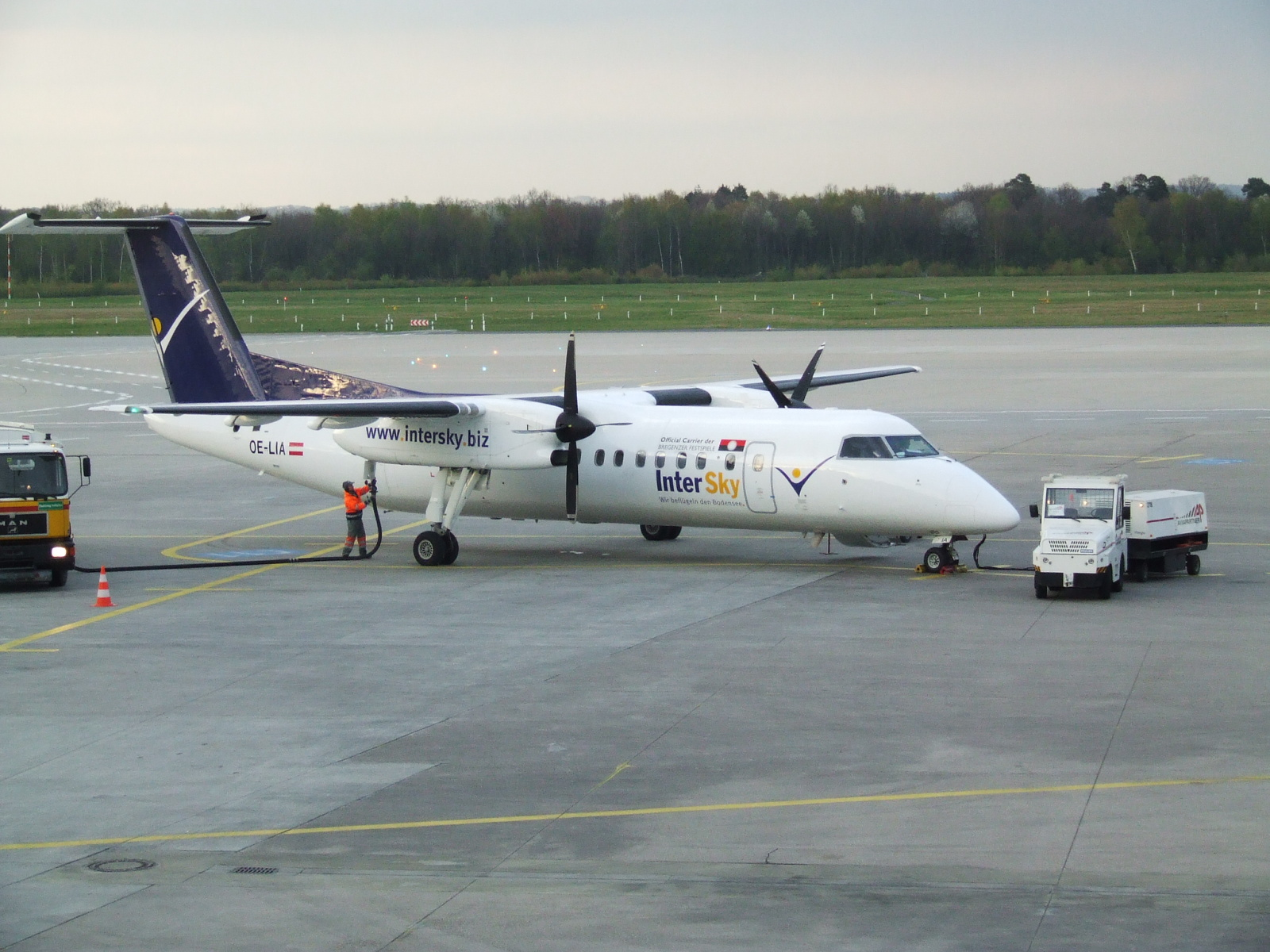
Bombardier Dash 8 авиакомпании InterSky в аэропорту Кёльн/Бонн, 2006 год

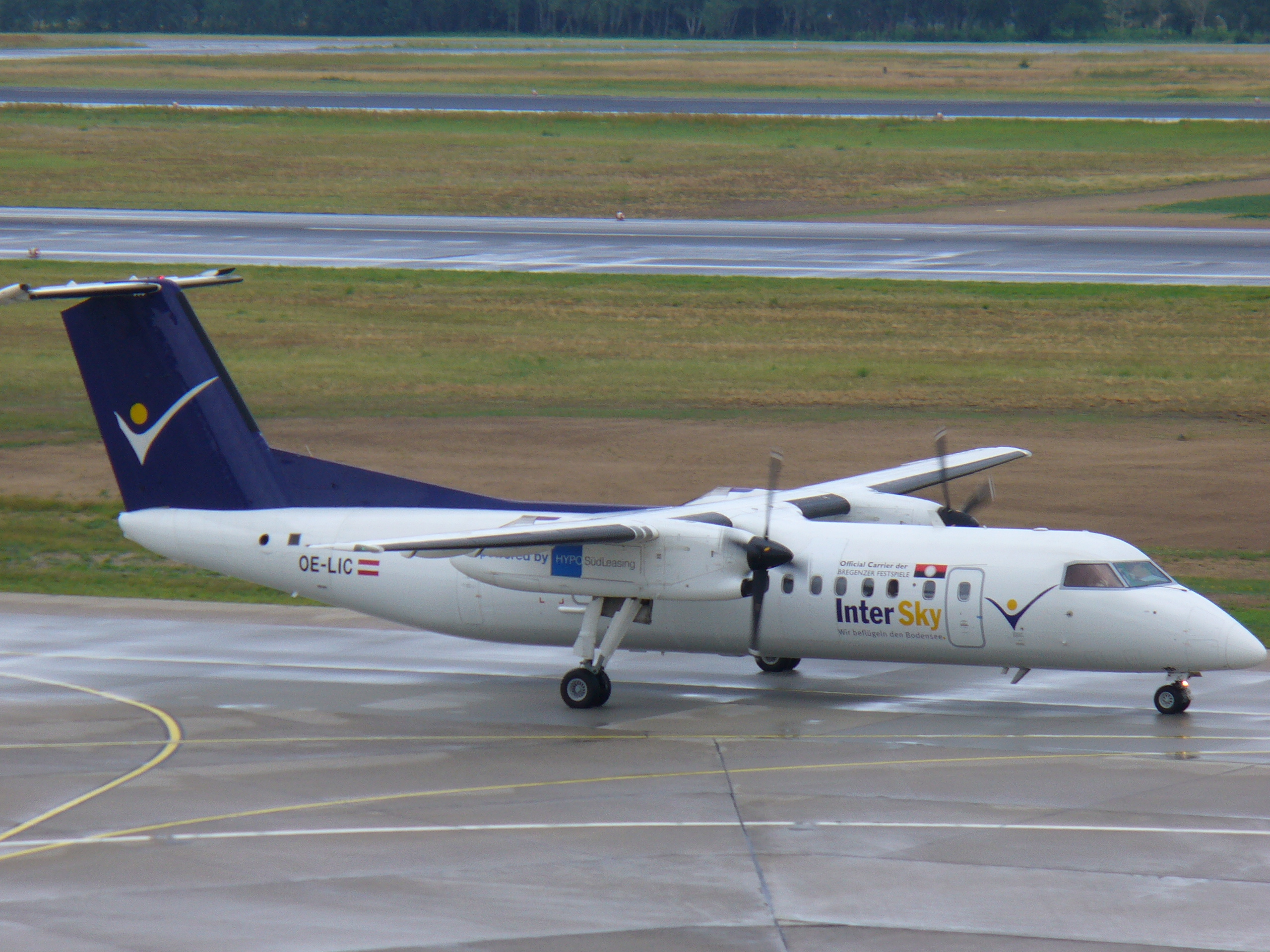
Руление Bombardier Dash 8 авиакомпании InterSky в берлинском аэропорту Тегель, 2009 год

В феврале 2013 года маршрутная сеть регулярных перевозок авиакомпании InterSky охватывала следующие пункты назначения:
 Австрия
- Грац — аэропорт Талерхоф
- Зальцбург — аэропорт Зальцбурга
- Вена — международный аэропорт Вены — сезонный

 Хорватия
- Пула — аэропорт Пула — сезонный
- Задар — аэропорт Задар — сезонный

 Германия
- Берлин — аэропорт Тегель
- Дюссельдорф — международный аэропорт Дюссельдорф
- Фридрихсхафен — аэропорт Фридрихсхафена — хаб
- Гамбург — аэропорт Гамбург
- Карлсруэ — аэропорт Карлсруэ/Баден-Баден[7]
- Мемминген — аэропорт Мемминген — сезонный
- Мюнхен — аэропорт Мюнхен

 Италия
- Эльба — аэропорт Кампо-нелль’Эльба — сезонный
- Неаполь — аэропорт Каподичино — сезонный
- Ольбия — аэропорт Коста-Смеральда — сезонный

 Испания
- Менорка — аэропорт Менорка — сезонный

 Швейцария
- Цюрих — аэропорт Цюрих
- Женева — аэропорт Женевы — сезонный

## Флот
В июле 2013 года воздушный флот авиакомпании InterSky составляли следующие самолёты: